# Шинни, Эндрю
Э́ндрю Мю́ррей Ши́нни (англ. Andrew Murray Shinnie; 17 июля 1989, Абердин, Шотландия) — шотландский футболист, полузащитник английского клуба «Лутон Таун». Выступал за сборную Шотландии.

## Клубная карьера
Дебют Шинни в первом составе «Рейнджерс» состоялся 17 марта 2007 года, когда «джерс» в рамках чемпионата Шотландии встречались с «Абердином» — клубом из родного города Эндрю. В этом поединке молодой футболист вышел на замену на 82-й минуте игры вместо хорватского нападающего глазговцев Дадо Пршо. В тот же день Шинни, играя за молодёжный состав «рейнджеров», забил два мяча в ворота сверстников из «Сент-Миррена».
26 апреля того же года Эндрю поучаствовал в финальном матче Кубка Шотландии для молодёжных команд, где «джерс» переиграли своих принципиальных соперников из «Селтика» с разгромным счётом 5:0. Сам Шинни забил в этой встрече первый гол своей команды.
Вскоре игрок подписал с «Рейнджерс» свой первый профессиональный контракт сроком до лета 2010 года.
В ноябре 2008 года руководство «джерс» отдало молодого игрока по арендному соглашению сроком до конца сезона 2008/09 в клуб «Данди».
По возвращении из аренды Шинни не смог пробиться в основной состав «Рейнджерс», и в январе 2010 года был вновь ссужен «тёмно-синим».
По окончании сезона 2010/11 контракт полузащитника с глазговцами истёк, и он стал свободным агентом. 4 июля 2011 года Эндрю подписал 2-летний контракт с другим клубом шотландской Премьер-лиги — «Инвернесс Каледониан Тисл». 23 июля Шинни дебютировал в «Тисл», отыграв 81 минуту в матче с «Мотеруэллом». 1 октября Эндрю забил свой первый гол за «Инвернесс», поразив во встрече чемпионата Шотландии ворота клуба «Сент-Миррен». 5 ноября полузащитник оформил первый в своей профессиональной карьере «хет-трик», трижды отличившись во встрече с «Килмарноком».

### Клубная статистика
| Клуб                      | Сезон                | Чемпионат | Чемпионат | Кубок | Кубок | Кубок Лиги | Кубок Лиги | Еврокубки | Еврокубки | Итого | Итого |
| Клуб                      | Сезон                | Игры      | Голы      | Игры  | Голы  | Игры       | Голы       | Игры      | Голы      | Игры  | Голы  |
| ------------------------- | -------------------- | --------- | --------- | ----- | ----- | ---------- | ---------- | --------- | --------- | ----- | ----- |
| Рейнджерс                 | 2006/07              | 2         | 0         | —     | —     | —          | —          | —         | —         | 2     | 0     |
| Всего за «Рейнджерс»      | Всего за «Рейнджерс» | 2         | 0         | 0     | 0     | 0          | 0          | 0         | 0         | 2     | 0     |
| Данди                     | 2008/09              | 20        | 1         | 1     | 0     | —          | —          | —         | —         | 21    | 1     |
| Данди                     | 2009/10              | 12        | 0         | 2     | 0     | —          | —          | —         | —         | 14    | 0     |
| Всего за «Данди»          | Всего за «Данди»     | 32        | 1         | 3     | 0     | 0          | 0          | 0         | 0         | 35    | 1     |
| Инвернесс Каледониан Тисл | 2011/12              | 19        | 7         | 1     | 1     | 1          | 0          | —         | —         | 21    | 8     |
| Инвернесс Каледониан Тисл | 2012/13              | 33        | 11        | 3     | 0     | 4          | 4          | —         | —         | 40    | 15    |
| Всего за «Инвернесс»      | Всего за «Инвернесс» | 52        | 18        | 4     | 1     | 5          | 4          | 0         | 0         | 61    | 23    |
| Всего за карьеру          | Всего за карьеру     | 86        | 19        | 7     | 1     | 5          | 4          | 0         | 0         | 98    | 24    |

(откорректировано по состоянию на 5 апреля 2013)

## Сборная Шотландии
С 2007 года Шинни защищал цвета различных молодёжных сборных Шотландии. В период с 2009 по 2010 год Эндрю являлся игроком национальной молодёжной команды, в составе которой он провёл три матча, забил один мяч.
В ноябре 2012 года Шинни впервые карьеры был призван под знамёна первой сборной страны на товарищескую встречу против Люксембурга. 14 ноября в этом матче хавбек и дебютировал в составе «тартановых», проведя на поле 70 минут.

### Матчи и голы за сборную Шотландии
| № | Дата           | Место                                  | Оппонент   | Счёт | Голы Шинни | Соревнование      |
| 1 | 14 ноября 2012 | «Жози Бартель», Люксембург, Люксембург | Люксембург | 2:1  | —          | Товарищеский матч |

Итого: 1 матч / 0 голов; 1 победа, 0 ничьих, 0 поражений.
(откорректировано по состоянию на 14 ноября 2012)

### Сводная статистика игр/голов за сборную
| Сборная          | Год              | Отборочные матчи ЧМ | Отборочные матчи ЧМ | Финальные матчи ЧМ | Финальные матчи ЧМ | Отборочные матчи ЧЕ | Отборочные матчи ЧЕ | Финальные матчи ЧЕ | Финальные матчи ЧЕ | Товарищеские матчи | Товарищеские матчи | Итого | Итого |
| Сборная          | Год              | Игры                | Голы                | Игры               | Голы               | Игры                | Голы                | Игры               | Голы               | Игры               | Голы               | Игры  | Голы  |
| ---------------- | ---------------- | ------------------- | ------------------- | ------------------ | ------------------ | ------------------- | ------------------- | ------------------ | ------------------ | ------------------ | ------------------ | ----- | ----- |
| Шотландия        | 2012             | —                   | —                   | —                  | —                  | —                   | —                   | —                  | —                  | 1                  | 0                  | 1     | 0     |
| Всего за карьеру | Всего за карьеру | 0                   | 0                   | 0                  | 0                  | 0                   | 0                   | 0                  | 0                  | 1                  | 0                  | 1     | 0     |

(откорректировано по состоянию на 14 ноября 2012)

## Достижения
Допрофессиональная карьера
- Победитель турнира молодёжных команд шотландской Премьер-лиги: 2006/07
- Обладатель Кубка Шотландии для молодёжных команд: 2006/07

## Личная жизнь
В свободное время Эндрю любит играть в гольф или ходить в кино. У Шинни образцом для подражания на футбольном поле служит Зинедин Зидан.
Младший брат Эндрю, Грэм, также является футболистом — ныне братья вместе выступают за «Инвернесс Каледониан Тисл».